# San José de Pane
San José de Pane är en ort i Honduras.   Den ligger i departementet Departamento de Comayagua, i den västra delen av landet, 80 km nordväst om huvudstaden Tegucigalpa. San José de Pane ligger 1 567 meter över havet och antalet invånare är 958.
Terrängen runt San José de Pane är huvudsakligen kuperad, men åt sydväst är den bergig. Runt San José de Pane är det ganska tätbefolkat, med 83 invånare per kvadratkilometer. Närmaste större samhälle är Siguatepeque, 13,0 km norr om San José de Pane.  